# Padreiro (Santa Comba)
Padreiro o Divino Salvador de Padreiro (llamada oficialmente San Salvador de Padreiro) es una parroquia española del municipio de Santa Comba, en la provincia de La Coruña, Galicia.

## Entidades de población
Entidades de población que forman parte de la parroquia:
- Albarín (Alvarín)
- San Salvador
- Vilardante
- Vilartide

## Demografía
| Gráfica de evolución demográfica de Padreiro entre 2000 y 2019 |
|                                                                |
| Datos según el nomenclátor publicado por el INE.               |